# Ronda ügy
A Ronda ügy (eredeti cím: Very Bad Things) 1998-as amerikai sötét humorú filmvígjáték, amelyet Peter Berg írt és rendezett debütáló játékfilmjeként. A főbb szerepekben Cameron Diaz, Jon Favreau, Daniel Stern, Jeremy Piven, Christian Slater, Leland Orser, Kobe Tai és Jeanne Tripplehorn látható.
A film egy baráti társaságról szól, melynek tagjai bűnözésbe és árulásba sodródnak, miután megpróbálnak eltitkolni egy véletlen gyilkosságot.
Az 1998. november 25-én bemutatott film többnyire negatív kritikákat kapott és bevételi téren is rosszul teljesített: 30 millió dolláros költségvetés mellett mindössze 21 millió dollár bevételt termelt.

## Cselekmény
Kyle Fisher és Laura Garrety fiatal külvárosi lakosok, akiknek pár nap múlva eljön az esküvőjük. Míg Laura az utolsó pillanatban véglegesíti az esküvő részleteit, Kyle Las Vegasba utazik négy barátjával – Robert Boyd ingatlanügynökkel, Charles Moore szerelővel, valamint Adam és Michael Berkow testvérekkel, megünnepelni a legénybúcsúját. Az ünnepség részeként Robert felbérel egy Tina nevű sztriptíztáncosnőt, hogy szórakoztassa a férfiakat a szállodai szobájukban. Tinát véletlenül megölik, miközben Michaellel közösül a fürdőszobában. Robert meggyőzi a srácokat, hogy a legjobb megoldás az, ha nem szólnak senkinek, és eltemetik a testet a sivatagban. Feltűnik viszont egy biztonsági őr, hogy kivizsgálja a zajt amit a srácok okoztak és felfedezi Tina holttestét. Robert kétségbeesésében leszúrja az őrt. Ezután meggyőzi a csoportot, hogy darabolják fel mindkét holttestet, és temessék el őket a sivatagban, mielőtt hazatérnének.
A próbavacsorán Adam megtörik a bűntudat nyomása alatt, emiatt összetűzésbe kerül Michaellel, aki megfenyegeti, hogy átadja a rendőrségnek. Ahogy Michael elhagyja a vacsorát, dzsipjével megpróbálja tönkretenni Adam szeretett kisbuszát . Adam elérohan, hogy megvédje furgonját, de Michael nem tud megállni és belehajt Adambe, nekinyomva őt a kisbusz oldalának, mellyel súlyos sérüléseket okoz Adamnek. A kórházban Adam suttog valamit feleségének, Loisnak, mielőtt meghalna, miközben Robert az üvegablakon keresztül nézi őt.
Lois válaszokat követel a Las Vegasban történtekről, és talál egy írásos vallomást Adamtől. Kyle kitalál egy történetet Adamről, miszerint egy prostival aludt. Robert, mivel gyanítja, hogy Lois nem hisz nekik, megöli őt, és besározza Michaelt a gyilkossággal azzal, hogy Lois házába csalja, ahol viszont megöli Michaelt. Robert kitalál egy történetet egy "Michael/Lois/Adam szerelmi háromszögről", amikor a rendőrség kihallgatja. Ezen események után, és Adam és Lois hagyatékának haszonélvezőjének nevezik ki, de Kyle megtörik, és bevallja a valódi történetet Laurának, akit viszont nem érdekel más, mint hogy álmai esküvője a tervek szerint alakuljon.
Az esküvő napján Robert szembeszáll Kyle-lal, és követeli a pénzt Adam életbiztosításából. Kyle megtagadja, és veszekedés tör ki kettőjük között, aminek a vége, hogy Laura agyonveri Robertet. A ceremónia során Kyle és Charles rájönnek, hogy Robertnél van a jegygyűrű. Amikor Charles elmegy a gyűrűkért, kinyit egy ajtót, ami lelöki a haldokló Robertet a lépcsőház lépcsőin, ezzel kivégezve őt. Laura azt követeli Kyle-tól, hogy temesse el Robert holttestét a sivatagban, és vessen véget az elvarratlan szálaknak Charles megölésével. Kyle eltemeti Robert holttestét, és arra készül, hogy egy lapáttal agyoncsapja Charles-t, de végül nem tudja rávenni magát, hogy megölje barátját. A két férfi együtt hajt haza, de Kyle elalszik vezetés közben, és véletlenül beleütközik egy szembejövő autóba.
Az ütközés után Kyle lábait térd alatt amputálják, Charles pedig motoros tolószé0kbe kényszerül. Laurát kinevezik mindkettőjük gondozójának, ráadásul Adam és Lois fiait is az ő nevelésére bízzák. Miközben Laura Kyle-t nézi a két fiúval, rájön, hogy az élete és az álmai végleg véget értek, ami miatt idegösszeomlást kap, majd kirohan a házból, és sikoltozva összeesik az utcán.

## Szereplők
| Karakter       | Színész            | Magyar hang         |
| -------------- | ------------------ | ------------------- |
| Robert Boyel   | Christian Slater   | Kerekes József      |
| Laura Garrity  | Cameron Diaz       | Für Anikó           |
| Adam Berkow    | Daniel Stern       | Forgács Péter       |
| Lois Berkow    | Jeanne Tripplehorn | Prókai Annamária    |
| Kyle Fisher    | Jon Favreau        | Selmeczi Roland     |
| Michael Berkow | Jeremy Piven       | Kálloy Molnár Péter |
| Charles Moore  | Leland Orser       | Epres Attila        |

## A film készítése
Eredetileg Adam Sandler is szerepelt volna a filmben, de végül lemondta azt, hogy elkészíthesseA vizesnyolcast, emiatt Jeremy Piven váltotta.
A cselekményével kapcsolatban több megjegyezték, hogy az nagyban emlékeztet a Legénybúcsú a vadonban című filmre, amelyet eredetileg az HBO sugárzott 1997 júniusában. Peter Berg rendező 1998-ban a The AV Clubnak így nyilatkozott: „Nézd, azután hallottam először a Stagről, hogy megírtam a Ronda ügy forgatókönyvét. Amikor odáig jutottunk, hogy már finanszírozókat kerestünk a filmhez, átnéztük egy ügyvéddel a forgatókönyvet és a filmet, hogy megbizonyosodjunk arról, nincs-e túl sok hasonlóság köztük. Volt pár olyan dolog, amin változtatni kellett, például az egyik szereplő eredetileg pék lett volna. Mivel az ő filmjükben is pék az egyik karakter, ezért az ehhez hasonló apró dolgokat átírtuk. Ennek ellenére, véleményem szerint a két film nagyon eltérően közelíti meg az alaphelyzetet: érdekes lenne, ha például fognánk három különböző rendezőt – mondjuk Soderbergh-t, Spielberget és Coppolát –, és mindannyiuknak ugyanazt a történetet kellene elmesélniük a maguk módján.”

## Fogadtatás
A film a Rotten Tomatoes weboldalon 58 kritikus értékelése alapján 40%-os értékelést kapott. A konszenzus szerint „Rosszindulatú és sekélyes”. A Metacriticen 31%-os pontszámot ért el 24 kritikus értékelése alapján, ami „általánosságban kedvezőtlen” véleményeket jelez. A CinemaScore közönségi szavazásán a film A-tól F-ig terjedő skálán "D+" minősítést kapott.
A kritika főként a film hangvételére, a humor hiányára, valamint az erőszakos és véres jelenetekre irányult. Egy 4-ből 1 csillagos értékelésben Roger Ebert azt mondta, hogy a film "megkísérli kihasználni a fekete humort anélkül, hogy a sikerhez szükséges hangszínt szabályoznák". Ebert dicsérte Slater teljesítményét, valamint Diaz karakterét, és azt mondta, bár a film "technikai és színészi szinten sem rossz", egy mindent átható cinizmus aláássa - "az a feltevés, hogy a közönségnek nincsenek erkölcsi korlátai, és nevetni fognak a kegyetlenségen, egyszerűen csak azért, mert a film ezt kívánja. Tudom, hogy az erkölcstől való elvonatkoztatás kulcsfontosságú az ilyesfajta sötét humor iróniájának élvezetéhez, de van egy határ, amit ha valaki átlép az csak saját értékeiről ad silány képet"  A forgatókönyv faji humorral kapcsolatos vonatkozásait is megkérdőjelezte.
A The Washington Postban Stephen Hunter azt írta: "a film a hisztérikusan vicces és a hisztérikusan szörnyűséges közötti vékony kötélen próbál táncolni", de "olyan brutálisan véres, mint egy Jakobinus-korszaki bosszúdráma, "[a film] egyszerűen túl nyers ahhoz, hogy ténylegesen sok nevetést keltsen. A halál mint gondolat vagy feltevés lehet vicces, de maga a halál soha nem lesz az."  Hozzátette, a film "véres támadás az emberi felfogás ellen, amely közönségesnek állítja be a legszörnyűbb kegyetlenkedést. Csupán egyetlen csekély vígaszt kínál kárpótlásul: Cameron Diaz vidám képét, amint Christian Slater fejét egy kalaptartóval ütögeti".
Kenneth Turan, a Los Angeles Times munkatársa így nyilatkozott: "Sajnos Berg író-rendező és szereplői túlságosan elégedettek magukkal, amiért olyan messzire mentek és olyan merészek, hogy egyikőjük sem jön rá, hogy egy helyzet bemutatása nem feltétlenül jelenti a munkájuk végcélját."  Marc Savlov, a The Austin Chronicle ezt írta: "A komikus pillanatok szinte kizárólag a fájdalom, az erőszak és az emberi lealacsonyodás körül forognak, és bár ez elég jól működhet a mélyebb jelentést hordozó  filmekben (ahogy azt a belga Man bites Dog című film bemutatja), itt egyszerűen túl sok a ronda dolog... Van egy határvonal az akasztófahumor és az ízléstelenség között, amit látszólag a Ronda ügy teljes mértékben figyelmen kívül hagy"  Egy pozitív kritikában Maitland McDonagh, a TV Guide munkatársa ezt írta: "Egy durva filmszituációkkal teli világban Berg keserű, a lehető legrosszabb helyzetet leíró filmje önmagában kiemelkedő".
Egyes kritikusok kedvezőbben ítélték meg a filmet a megjelenése óta eltelt években. A filmről utólag Vulture írt. Joe Blevins azzal érvelt, hogy a film erőssége az, hogy "a néző bűntudatára játszik", és ahogy megmutatja, hogy "megfelelő körülmények között a mainstream társadalom előkelő tagjai is szörnyű bűnök elkövetésére kényszeríthetőek – vagy legalábbis azok passzív elnézésére". A Daily Grindhouse -ban Preston Fassel a filmet a Bro culture kritikájaként méltatta, és azt írta, "ez a felelősségmentes bro-vígjáték tökéletes dekonstrukciója, egy olyan film, "amely annyi "ártatlan" bűnös viselkedés valós következményeit vizsgálja", filozófiáját a " Homer's Enemy " című A Simpson család epizódhoz hasonlítva és azt úgy dícséri mint "a brilliáns antikomédia, amire a mai világban szükségünk van." 

## Egyéb megjelenések
A Ronda ügy című filmet a Polygram USA Video adta ki DVD-n 1999. május 18-án. 2020. január 28-án a Shout! Factory kiadta a filmet Blu-ray-en.